# 水尾漁港
水尾漁港，是一座位於台灣新北市金山區豐漁里的第二類漁港。「金山八景」中之「水尾泛月」即位於此。

## 沿革
水尾漁港位於金山區豐漁里，員潭溪出海口的北側，與磺港漁港隔著金山岬獅頭山。
最初是將員潭溪和金包里溪（員潭溪支流）之水道作為停泊水域，唯水淺、面積小，大型動力船筏皆無法進入，漁獲和貨物必須經由沿岸火船送進河口，再加上河口面北，冬季盛行的東北季風和颱風來襲容易造成船隻損毀，遇天候不良或颱風時船隻須繞過獅子鼻頭前往磺港漁港或前往野柳漁港避風，往返奔波極為不便。:234戰後為改善此狀況興建導流堤兼簡易突堤一處供船隻停靠，惟仍有水淺和可停泊水域小等問題，加上員潭溪河口的泥沙淤積，漁船出入依舊十分不便。
1981年開始，「第一期台灣地區漁港建設方案」於原航道北方約300公尺處重新闢建，並修築施工便道與防波堤兼碼頭，取代原處因淤積而廢棄的碼頭，1988年至1996年間則接續進行第二期建設方案，興建防波堤、碼頭、曬網場、集貨場、漁民活動中心等，有水深約1.5公尺的泊地0.84公頃，和長約260公尺的碼頭一座，預期能在東北季風到來時提供船隻停泊避風。:2351997年至2000年則陸續加強及改善設施，進行航道消波塊吊移、防波堤外側補拋消波塊、內側南防波堤改建兼碼頭使用、設置吊船架，並進行航道與泊地疏浚，將泊地水深下挖至2公尺、碼頭加長至357公尺。2005年、2006年及2009年則陸續進行港區相關設施改善、碼頭面修建及漁港靠船設施等工程。
2015年至2020年間，曾被漁業署列為低度使用之二類港，不予補助經費修繕港內設施。
水尾漁港目前有泊地0.84公頃，水深2公尺，碼頭長357公尺；港口設施則有曬網場、集貨場、漁民活動中心等，漁民活動中心1樓現為海鮮餐廳。本港漁民主要從事延繩釣、流刺網、棒受網等漁業， 漁獲物以鱙魚（吻仔魚）、小卷等為主，除在當地營銷外，有一大部分會運至較大的磺港漁港卸魚，或運至臺北、基隆地區販賣。

### 轉型休閒
有鑒於水尾漁港港區使用率偏低，新北市政府於2014年7月公告水尾與另十個低使用漁港一同開放民眾於港區內垂釣。
2020年9月，新北市府開放水尾和後厝、富基、草里、萬里、水湳洞等6處漁港成為遊艇暫泊區。
因附近的神秘海岸、燭臺雙嶼和開放休閒垂釣，成為金山著名的觀光景點。

## 水尾泛月
為金山八景之一，也是北海岸重要的賞月地點，指的是在有明月且風平浪靜的夜晚，月光投射到水面和漁火相互輝映的景色。相傳曾有仙女在正月十五月圓時來此欣賞景色，因被美麗夜色及散布在海岸上的漁舟燈火所吸引，離去時忘情遺落一隻鞋子，成為現今野柳「仙女鞋」怪石奇景。

## 周邊
- 光武坑道
- 獅頭山公園
- 水尾漁港安檢所
- 豐漁社區公共溫泉浴室
- 員潭溪景觀橋[13]
- 磺港漁港
- 燭臺雙嶼
- 救國團金山青年洪活動中心
- 豐漁公共浴室[14]